# 張琛 (嘉靖進士)
張琛（1501年—？），字廷獻，大寧都司保定左衛官籍，直隸順天府順義縣人，明朝政治人物。

## 生平
順天鄉試第五十五名舉人，嘉靖二年（1523年）中式癸未科會試第五十六名，二甲第九名進士。任泗州知州。

## 家族
曾祖張旺，百戶；祖父張清，百戶；父張宏，百戶。母王氏，封安人。具慶下。兄張瑗、張瓘，弟張璉。